# Georges Mathieu (collaborateur)
 (juillet 2011).
Si vous disposez d'ouvrages ou d'articles de référence ou si vous connaissez des sites web de qualité traitant du thème abordé ici, merci de compléter l'article en donnant les références utiles à sa vérifiabilité et en les liant à la section « Notes et références ».
Pour les articles homonymes, voir Mathieu et Georges Mathieu.
Ne doit pas être confondu avec Georges Victor Mathieu d'Escaudœuvres, artiste peintre.
Georges Victor Mathieu, né à Clermont-Ferrand le 28 avril 1920 et mort fusillé dans cette même ville le 12 décembre 1944, est un étudiant français en Lettres et en Droit, transfuge de la Résistance et devenu collaborateur au sein du Sonderkommando de Clermont-Ferrand dans le Puy-de-Dôme.

## Biographie

### Études
Georges Mathieu naît à Clermont-Ferrand en 1920. Il est le fils d'un colonel.
En mai 1940, il est reçu au concours d'entrée à l'École spéciale militaire de Saint-Cyr. Il y resterait seulement 6 mois et indique avoir eu la permission de " démissionner "... De retour auprès de sa mère, à Clermont-Ferrand, il s'inscrit aux Facultés de Lettres et de Droit de L'Université de Strasbourg alors repliée à Clermont-Ferrand, avec (selon son témoignage) l'intention de rejoindre Londres.

### Résistance
Georges Mathieu s'engage dans la Résistance française. En janvier 1943, Jean-Paul Cauchi, fondateur du groupe de résistants Combat Étudiant lié au réseau Combat, perd l'un de ses deux adjoints, Samy Stourdzé - arrêté  alors qu'il tentait de gagner l'Angleterre en passant par l'Espagne, mort en déportation. Jean-Paul Cauchi demande à Mathieu de le remplacer. Celui-ci entre également au réseau de renseignements Mithridate, puis enfin chez les M.U.R. d'Auvergne.

### Collaboration
Le 23 octobre 1943, Christiane Cuirot, la compagne de Mathieu (également résistante), le rejoint en bus à Rochefort-Montagne, où il lui a donné rendez-vous. Or, elle a déjà été appréhendée par la Gestapo, qui l'accompagne pour arrêter Mathieu. Ce dernier est aussitôt ramené à Clermont-Ferrand.
Le couple accepte rapidement de collaborer avec les Allemands, lui d'abord en tant qu'interprète, elle en tant que sténodactylo.
Le jeudi 25 novembre 1943 a lieu la grande rafle de l'Université de Strasbourg (repliée à Clermont-Ferrand depuis les débuts de la guerre), à laquelle Mathieu participe activement, en guidant les membres de la Gestapo, dénonçant ses anciens camarades, contrôlant les identités, et participant aux interrogatoires,.
Mathieu s'installe à l'hôtel Majestic de la place Gaillard à Clermont-Ferrand, réquisitionné par les Allemands, avec sa fiancée. Celle-ci étant enceinte, il obtient d'Hugo Geissler une autorisation de mariage. Celui-ci a lieu à l'hôtel, le 19 décembre 1943. Les témoins sont les responsables locaux du Sipo-SD, Paul Blümenkamp et Ursula Brand.
La Gestapo installe le couple Mathieu au 8 avenue de Royat à Chamalières, près de son siège, au 2 bis de la même rue. 
En mars 1944, Mathieu sera nommé à la tête de " l'équipe française de la Gestapo de Clermont-Ferrand ", intégrée au Sonderkommando. Elle est composée de Jean Vernière, de Louis Bresson et de son beau-frère Paul Sautarel.
Le Sonderkommando participe activement à la lutte contre les maquis et à la traque des résistants du Puy-de-Dôme, du Cantal et même de l'Allier.
Après la rafle de Strasbourg du 25 novembre 1943, Mathieu, qui admet avoir participé à " au moins 200 arrestations " et obtient rapidement un rôle crucial, collabore ou monte personnellement de nombreuses affaires, entre autres : l'opération contre Saint-Maurice (décembre 1943); l'attaque du maquis de l'Enseigne (Cantal), le 1er février 1944; l'opération dite "de Riom" (qui verra en particulier l'arrestation de Pierre Virlogeux, Claude Rodier et Jean Virlogeux) le 9 février 1944; la rafle de Volvic et l'attaque du P.C. du 1er Corps franc d'Auvergne (1er mars 1944); les opérations allemandes contre les maquis de Prondines (30 mars 1944) et les maquis de Champeix (15 avril 1944); l'arrestation de Jacques Bingen (12 mai 1944); Rafle de Gerzat (21 juin 1944); la 1ère et la Seconde affaires F.T.P.F. (avril et juillet 1944),; la Grande rafle d’employés et résistants du Service des Transmissions et de la Signalisation (S.T.S.) de juillet 1944...

### Fuite
Mathieu tente de reprendre contact en parallèle avec l'ancien chef de Résistance de Christiane Mathieu: le capitaine Émile Burcez. Résistant en poste au 4e bureau de l'état-major de Vichy, il est membre du réseau Albert-Armand du commandant Auber de Peyrelongue - que Mathieu ignorera par ailleurs après son contrôle d'identité, au cours d'une opération pour le Sonderkommando.
Le 13 août 1944, deux semaines avant la libération de Clermont-Ferrand, Georges Mathieu et sa femme Christiane Mathieu fuient le Sonderkommando et la ville, avec Louis Bresson et son épouse Jeanne Bresson.
Ils rejoignent d'abord Vichy, afin de rencontrer le capitaine Burcez à qui Mathieu, qui espère sauver sa vie, transmet des informations - notamment sur les mouvements de la Wehrmacht.
Ce dernier refuse de les garder auprès de lui et leur conseille de reprendre la route. Arrêtés par la Résistance, les deux couples sont reconnus et ramenés à Clermont-Ferrand, où ils sont emprisonnés le 13 septembre 1944.

### Procès
Le procès de Georges Mathieu a lieu le 17 novembre 1944. Il est condamné à mort et fusillé le 12 décembre 1944. Louis Bresson et Jean Vernière (qui est arrêté plus tard à Paris), seront également fusillés.
Paul Sautarel a été abattu par la Résistance fin août 1944.
Les peines de mort de Jeanne Bresson et de Christiane Mathieu sont commuées en peine de travaux forcés à perpétuité. Elles ressortent libres au bout de 6 ans de prison,.